# Hvězda (graf)

Hvězda se sedmi listy (tj. hvězda na osmi vrcholech)

Hvězdy.

Hvězda je v teorii grafů označení takových grafů, které mají jednoduchou podobu jediného centrálního vrcholu a na něj napojených listů. Jedná se tedy zároveň o strom a zároveň o úplný bipartitní graf. Hvězda o {\displaystyle n} listech bývá značena buď jako bipartitní graf {\displaystyle K_{1,n}}, nebo je pro ni používána zvláštní značka {\displaystyle S_{n}}.
V rámci síťové topologie odpovídá hvězda hvězdicové topologii.

## Vlastnosti
- Hvězda je stromem, tedy souvislým acyklickým grafem bez násobných hran. Kořenem hvězdy se obvykle automaticky rozumí její centrální uzel.
- Hvězda je úplným bipartitním grafem, kde je jedna množina vrcholů tvořena listy a druhá pouze centrálním vrcholem.
- Hranovým grafem hvězdy {\displaystyle S_{n}} je úplný graf {\displaystyle K_{n}}.